# Matvete

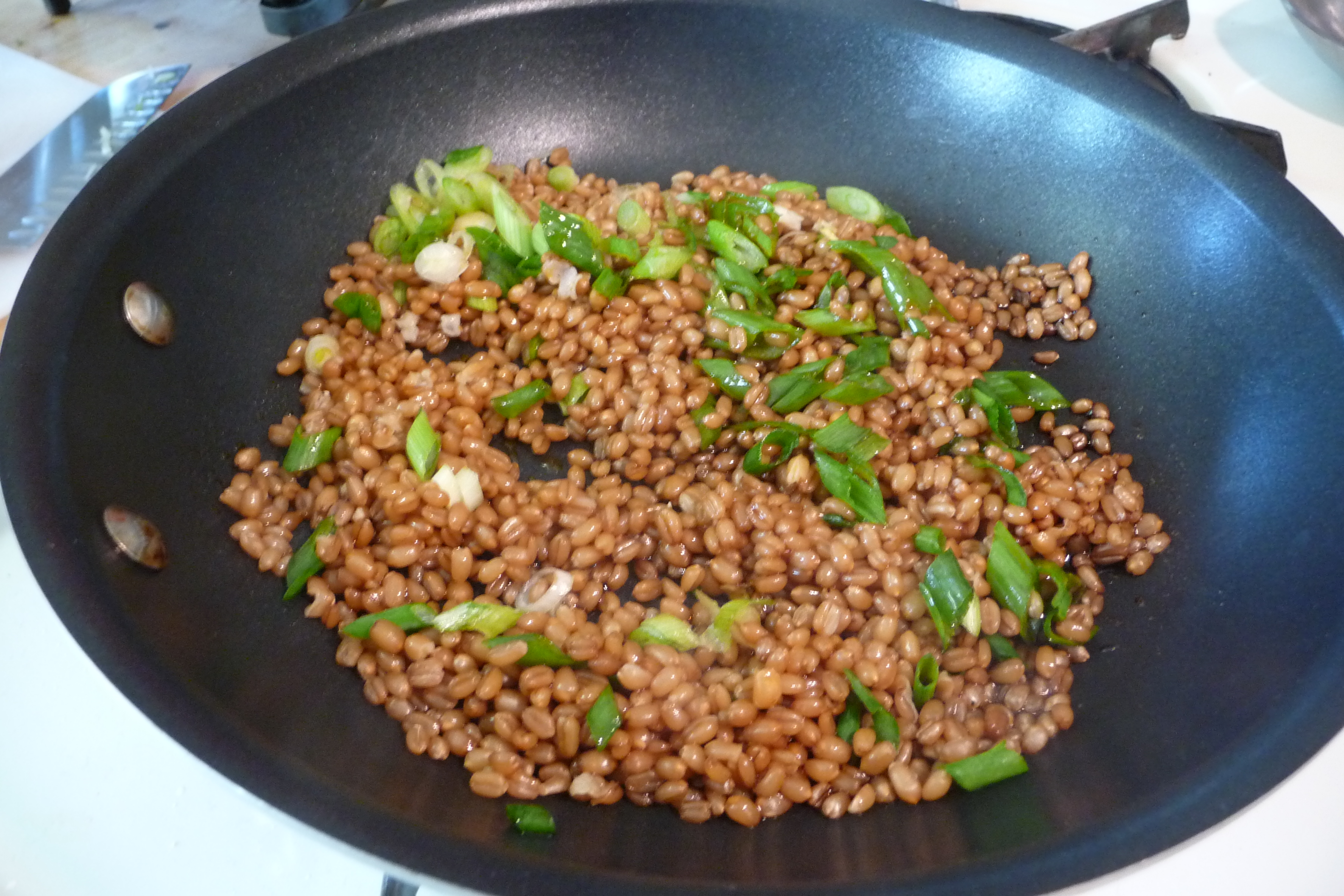
Matvete med salladslök.

Matvete är vete, där man tagit bort endast en liten del av det yttre skalet, men lämnat grodden kvar. Kan användas i stället för ris, potatis och pasta.
Matvete är ett mättande och nyttigt alternativ till snabbare kolhydrater och innehåller nästan dubbelt så mycket protein (ca 13 %) som ris.